# Transphobie
 (avril 2025).
Les informations dans cet article sont mal organisées, redondantes, ou il existe des sections bien trop longues. Structurez-le ou soumettez des propositions en page de discussion.
Avec le temps, il arrive que le contenu présent dans un article devienne désordonné. Il est souvent nécessaire de réorganiser l'article de fond en comble.
- Il faut tout d’abord répartir le contenu de l'article en plusieurs sections. Les informations doivent ensuite être exposées clairement et le plus synthétiquement possible, regroupées par sujet afin d'éviter les doublons. Quelqu'un cherchant une information précise doit pouvoir la trouver rapidement en lisant la section appropriée.
- À l'intérieur de chaque section, le texte, souvent initialement sous la forme de phrases éparses, doit être regroupé dans des paragraphes de quelques lignes, en assurant un enchaînement logique et une cohérence entre les phrases.
- Lorsque l'article ou l'une de ses sections développe trop longuement un point qui n'est pas dans le cœur du sujet traité, il convient de faire une synthèse et de transférer l'ancien contenu dans des articles plus appropriés (en cas de transfert, il faut impérativement respecter la procédure Aide:Scission).

Si vous pensez que ces points ont été résolus, vous pouvez retirer ce bandeau et améliorer le plan d'un autre article.

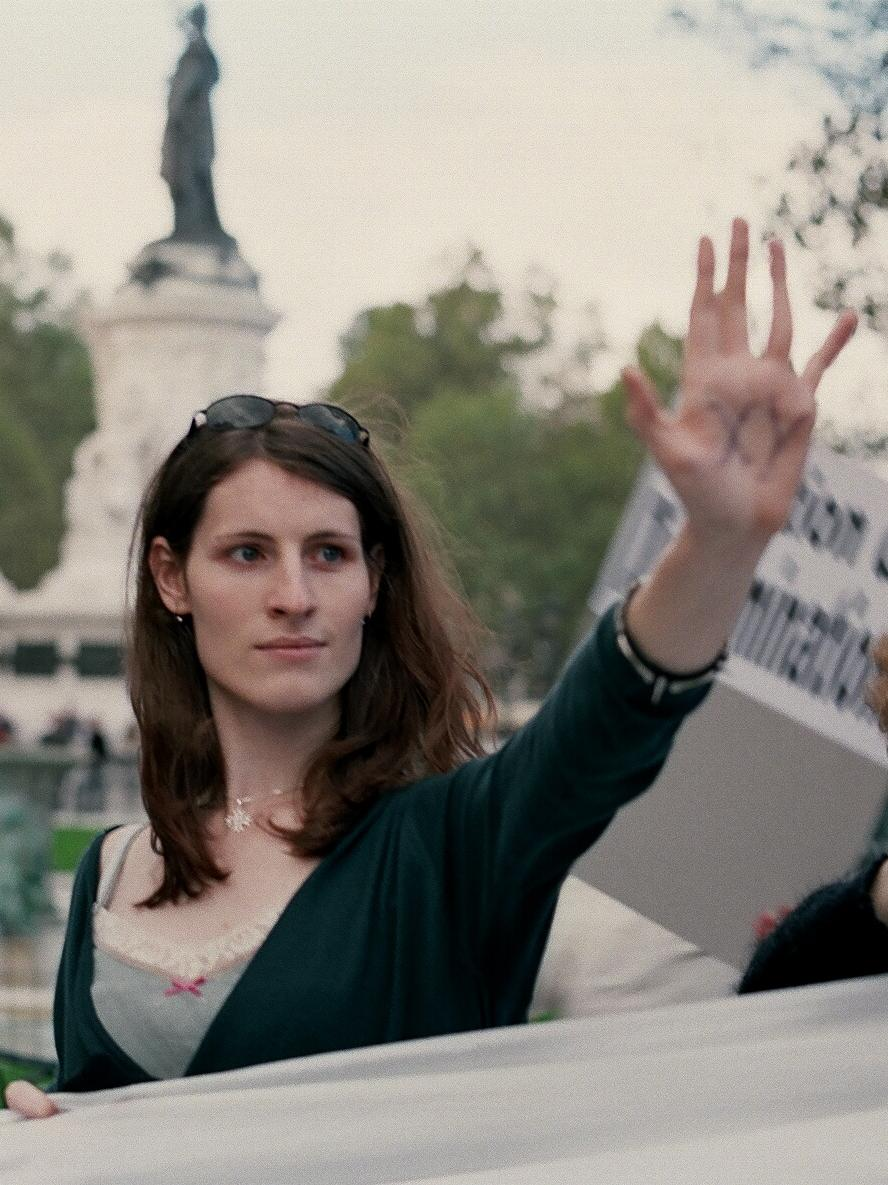
July Schultz, une militante trans, à une manifestation contre la transphobie à Paris en France, 1 octobre 2005.

La transphobie est une aversion envers les personnes transgenres qui peut se traduire par l'expression d'une hostilité à leur égard. Elle peut se manifester par des violences physiques, verbales et des comportements discriminatoires. Elle peut être « institutionnelle » ou « relationnelle », directe ou indirecte.

## Étymologie
Le terme « transphobie » contient le préfixe « trans » et le suffixe « phobie », qui dérive du grec ancien φόβος / phóbos, « frayeur » ou « crainte ». En français, l'élément formant « -phobie » exprime, d'après le Centre national de ressources textuelles et lexicales une « Aversion ».

## Définitions
La transphobie est définie dans le Grand Dictionnaire terminologique de l'Office québécois de la langue française comme un « mépris, aversion ou haine manifestée ou ressentie envers les personnes trans ou perçues comme trans, associées à des préjugés à l'égard de la transitude ».
Le chercheur Arnaud Alessandrin distingue la transphobie directe de la transphobie indirecte. Ces dernières relèvent de transphobies relationnelles et englobent également les représentations et les mots utilisés au quotidien. La transphobie directe désigne les manifestations qui vont à l'encontre de la personne trans parce que son interlocuteur sait qu'elle est trans, tandis que la transphobie indirecte se base sur les représentations et stéréotypes de genre, sans que la transidentité de la personne soit connue. À ces transphobies relationnelles s'ajoute la transphobie institutionnelle, qui désigne les difficultés spécifiques rencontrées par les personnes transgenres dans le cadre de leurs démarches administratives ou médicales.
Les mots anglais transperson, transphobia et cisgender entrent dans le dictionnaire de référence de la langue anglaise (Oxford English Dictionary) en 2013 et 2015[réf. nécessaire]. Les mots « trans » et « transphobie » font leur entrée dans le dictionnaire francophone Le Robert respectivement en 2019 et 2020. Dans l’entrée « transphobie » du Dictionnaire de l'homophobie, la chercheuse Gaëlle Krikorian affirme que ce retard illustre de quelle façon le vocabulaire officiel hétérosexiste contribue à invisibiliser les personnes trans et les violences qu’elles subissent[réf. nécessaire].

## Transphobie, cissexisme et cisgenrisme
Le cissexisme (tel que défini par Julia Serano ou Emmanuel Beaubatie) est une forme d'oppression qui cible l'identité de genre et qui établit comme innée et préférable la correspondance entre le genre et le sexe déterminé à la naissance.

## Mécanismes psychologiques
Les raisonnements transphobes sont parfois motivés par des considérations sur la protection des enfants, celle des femmes cisgenres (dans les toilettes et les compétitions sportives), ou la suppression du financement des soins liés aux transitions de genre. L'existence d'opinions négatives sur les personnes trans peut s'expliquer par des mécanismes pshychologiques classiques, comme le concept de groupes interne ou externe, qui fait qu'on peut avoir tendance à rejeter les personnes qui ne sont pas dans notre propre groupe ; le fait que le statut transgenre puisse être considéré comme particulièrement marquant chez une personne appartenant à ce groupe très minoritaire et marginalisé ; l'impression que les personnes transgenres sont une menace pour l'identité personnelle, par exemple parce qu'elles remettent en question une conception du genre comme comme étant déterminé par le sexe biologique. Ces sentiments négatifs peuvent ensuite être amplifiés par des corrélations illusoires qui sont le point de départ de préjugés, des biais de confirmation, et un mécanisme de polarisation de groupe.

## Transphobie relationnelle
Selon Alessandrin, la transphobie relationnelle recouvre celle directe — rejet immédiat de la transidentité — et celle indirecte — « mise en scène des allants de soi cisgenres » (représentations comme la norme d'une identité correspondant à un sexe) — et « elle porte sur l’ensemble des mots et des représentations quotidiennes dans un monde cisgenré ». Des difficultés sont également rencontrées dans la vie quotidienne en raison de pratiques de mégenrage[réf. souhaitée] (voir l'article Mégenrage#Personnes trans pour plus de détails).

### Violences physiques

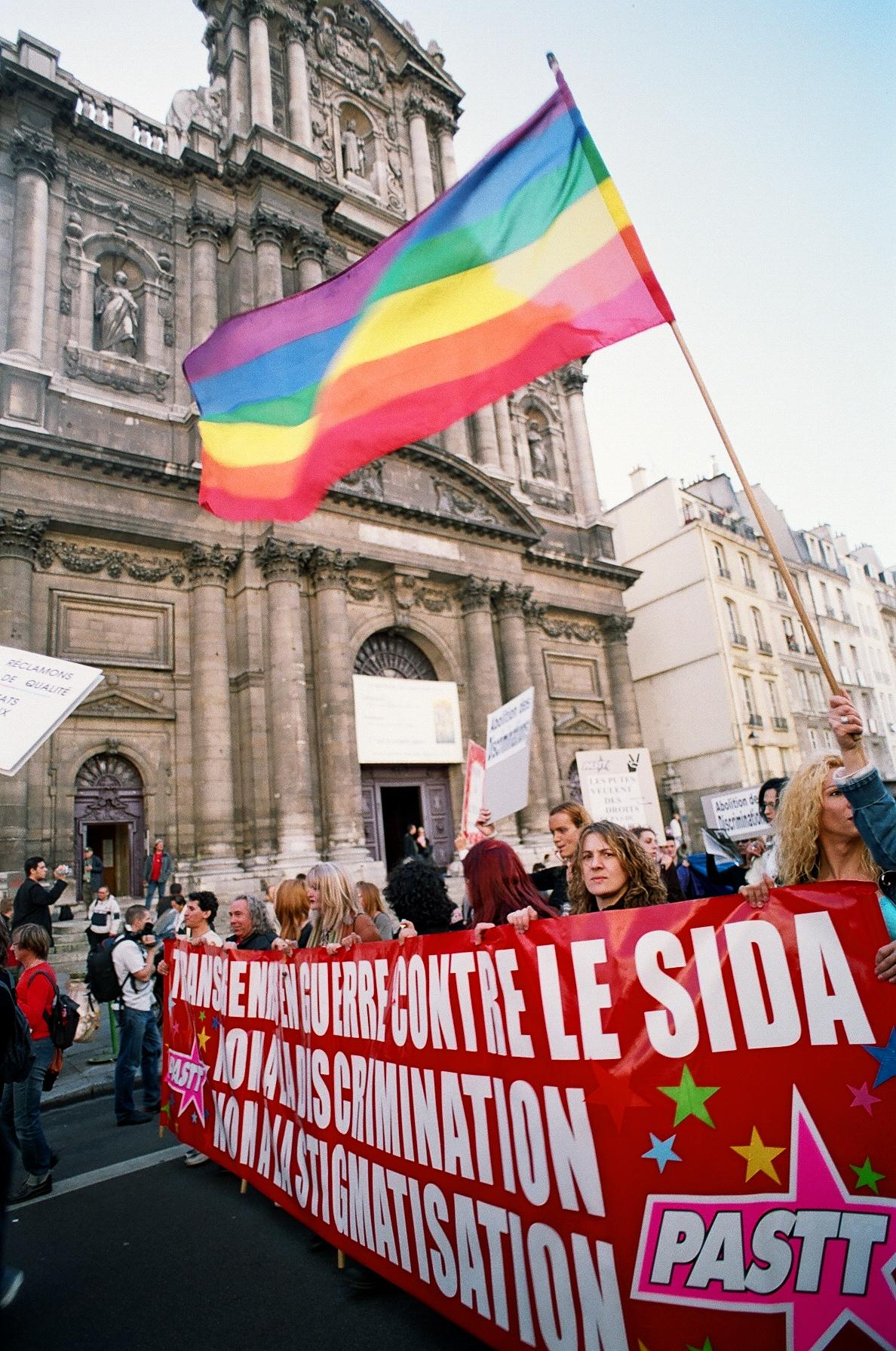
Manifestation contre la transphobie à Paris en France, 1 octobre 2005.

Le Transgender Murder Monitoring Project surveille, collecte et analyse les annonces d'homicides de personnes trans ou de genres non-conformes, dans le monde entier,.
Une méta-analyse publiée par l'OMS en 2017 montre que les personnes LGBT et tout particulièrement les personnes trans sont plus fréquemment victimes de violences physiques et sexuelles, les agressions étant motivées par la perception qu'a l'agresseur de leur orientation sexuelle ou de leur identité de genre.
Les violences sont souvent liées aux discriminations dont sont victimes les personnes trans : sans emploi ou en situation précaire, invisibles, travailleurs du sexe contre leur volonté, leur vulnérabilité en fait des cibles faciles pour les actes de violence[réf. nécessaire] par exemple en prison,,,.

#### Amériques
En 2000, la Commission contre les crimes de haine pour homophobie recensait à peu près quinze assassinats de personnes trans par mois au Mexique. Des personnes trans sont arrêtées arbitrairement au Venezuela en 2002, alors que par ailleurs d'autres personnes trans sont assassinées. Amnesty International dénonce en 2005 les violences policières exercées sur des personnes trans aux États-Unis. L'espérance de vie des femmes transgenres est seulement de 35 ans aux États-Unis. Dix-neuf homicides auraient été commis contre des personnes transgenres aux États-Unis en 2020. La même année, d'après les chiffres émanant du FBI, les agressions violentes sur les trans sont plus souvent que les autres statistiquement assorties d'un viol[réf. nécessaire]. En 2020, 175 homicides sont commis sur des transgenres au Brésil. Il est aussi question de « harcèlements en public » selon Rachel Levine, la secrétaire d’État à la santé des États-Unis en 2022.
Plus récemment à la suite de la fusillade de Nashville ayant eu lieu le 27 mars 2023, il a été signalé une vague transphobe ou transphobie rampante dans toute l'Amériquedont un tweet tendancieux de l'élue républicaine Marjorie Taylor Greene, les conservateurs profitant quant à eux de cet événement pour faire avancer en Amérique leur agenda politique.

#### Asie
Human Rights Watch dans un rapport de juillet 2020 dénonce des violences sexuelles perpétrées par des acteurs étatiques et non étatiques syriens contre des hommes, des garçons, des femmes transgenres et des personnes non binaires, entraînant de graves séquelles pour leur santé physique et mentale,.

#### Europe
Une étude de l'Office for National Statistics, parue en juillet 2020, montre que 28 % des personnes transgenres ont déjà été victimes d'un délit en Grande-Bretagne. Elles présentent deux fois plus de risque d'être victimes d'un crime ou d'un délit au Royaume-Uni que celles qui ne le sont pas. L'écrivaine trans Torrey Peters est victime de transphobie à la suite de sa nomination au Women's Prize for Fiction de 2021. Une pétition soutenue par une lettre ouverte mentionne que ce choix « exprime avec force le fait que les femmes autrices ne sont pas dignes de notre propre prix et qu'il n'y a rien de mal à permettre aux hommes de s'approprier nos honneurs. » De son côté, le jury insiste sur la non-discrimination en matière d'identité de genre dans ses choix : « les femmes transgenres sont des femmes »,.
En France, 85 % des personnes transgenres sont victimes de violences physiques ou d'autres formes de violence. La ministre de l'Enseignement supérieur, Frédérique Vidal, affirme en 2019 qu'« il faut que chaque personne puisse utiliser le prénom qu'elle souhaite sur les listes d'appel et d'examen, ainsi que sur les cartes étudiantes ». Une quinzaine d'universités ont déjà adopté cette mesure. Une lettre de la ministre est envoyée à l'ensemble des chefs d'établissements de l'enseignement supérieur afin de les sensibiliser notamment à cette disposition. Le ministère de l'Éducation nationale lance en 2019 une campagne de sensibilisation et de prévention intitulée : « Collèges et lycées engagés contre l’homophobie et la transphobie : tous égaux, tous alliés ». Afin de mieux sécuriser la scolarité des élèves trans, un guide est mis à disposition du personnel. Ce dernier rappelle notamment les textes en vigueur. Le changement de genre à l'état civil avant la majorité de l'enfant n'est pas autorisé mais le droit applicable permet au mineur, avec l'accord de ses parents ou représentants légaux, de changer de prénom. Une ligne téléphonique et un site web sont à la disposition des élèves ayant subi ou été témoins de violences homophobes ou transphobes. En 2022 en France, le nombre de cas de transphobies portés à la connaissance de SOS homophobie montre une augmentation de 35 % par rapport à 2020, 27 % par rapport à 2021. La population concernée est jeune. Le rejet en est la manifestation de loin la plus fréquente. Les femmes trans sont les principales victimes. Dans 74 % des agressions, lorsque le genre de l’agresseur-se est connu, il s'agit d'un homme. Les environnements les plus courants sont : les commerces et administrations (20 % des cas), Internet (18 %), la famille et l’entourage (13 %).
La transphobie est dénoncée pour les prisons,, car un décret prévoit que « Les hommes et les femmes sont incarcérés dans des établissements distincts »(voir aussi les aspects juridiques de la transidentité en France en milieu carcéral).

### Traitement médiatique
Karine Espineira a étudié la représentation des trans dans les médias français, qu'on peut illustrer par le traitement du meurtre de Mylène à Limoges en 2013 : publication dans les rubriques « faits divers », utilisation d'une terminologie pathologisante et ignorante (« travesti ») et mention presque systématique d'une identité masculine (mégenrage, utilisation du nom de naissance masculin),. Postérieurement à son rachat par Elon Musk, Twitter supprime en 2023 les dispositions internes prévoyant l'interdiction du mégenrage et du morinom.
Dans le cadre du traitement des questions juridiques, la parole des médecins singulièrement prédomine et l'ignorance des textes sur les droits humains est à souligner (ONU, Conseil de l'Europe).
L'association Trans Media Watch s'assure que les personnes trans et intersexes « sont traitées avec exactitude, dignité et respect par les médias au Royaume-Uni ». En France, l'Association des journalistes LGBT a le même objectif. Des associations francophones (Trans Inter Action en France et Genres pluriels en Belgique) ont rédigé des « chartes de respect » à destination des journalistes,. En France, l'hebdomadaire français Paris Match est condamné en 2018 pour avoir publié la photo du cadavre nu de Vanesa Campos,, et le magazine Valeurs actuelles attaqué en justice en 2022 pour une couverture dénonçant un prétendu « délire transgenre ». Marie Cau porte plainte avec Mousse et STOP Homophobie contre Dora Moutot, militante TERF, pour injure publique. La première est proférée dans une publication Instagram du 25 août 2022, depuis supprimée, elle écrit notamment :« ces gens sont des personnes malades, qui utilisent des techniques dignes du pire autoritarisme ». La seconde du 15 octobre 2022 dans l'émission Quelle époque , animée par Léa Salamé, en traitant Marie Cau« d'homme transféminin » et ajoute: « on est obligées de se méfier des personnes à pénis en tant que femme ».
La représentation des personnes trans, non binaires et intersexes sur l’édition francophone de wikipédia est jugée transphobe par certaines personnes qui consultent,, ou contribuent à l'encyclopédie. La communauté wikipédienne est très divisée sur les règles qui devraient régir le choix du genre grammatical utilisé dans les biographies de personnes trans, la mention de leur deadname, le choix de la photo ou plus généralement l'utilisation de l'écriture inclusive, ; elle cherche à équilibrer un idéal d’exhaustivité, le principe imposant de respecter les sources (quelquefois mal informées ou peu respectueuses) et les recommandations de rédaction qui demandent de ne pas nuire aux personnes dont on écrit la biographie,. Des prises de position considérées comme transphobes sont quelquefois publiées dans les espaces de discussion (et d'invectives) de l'encyclopédie tels que « Le Bistro »,.

### Discriminations

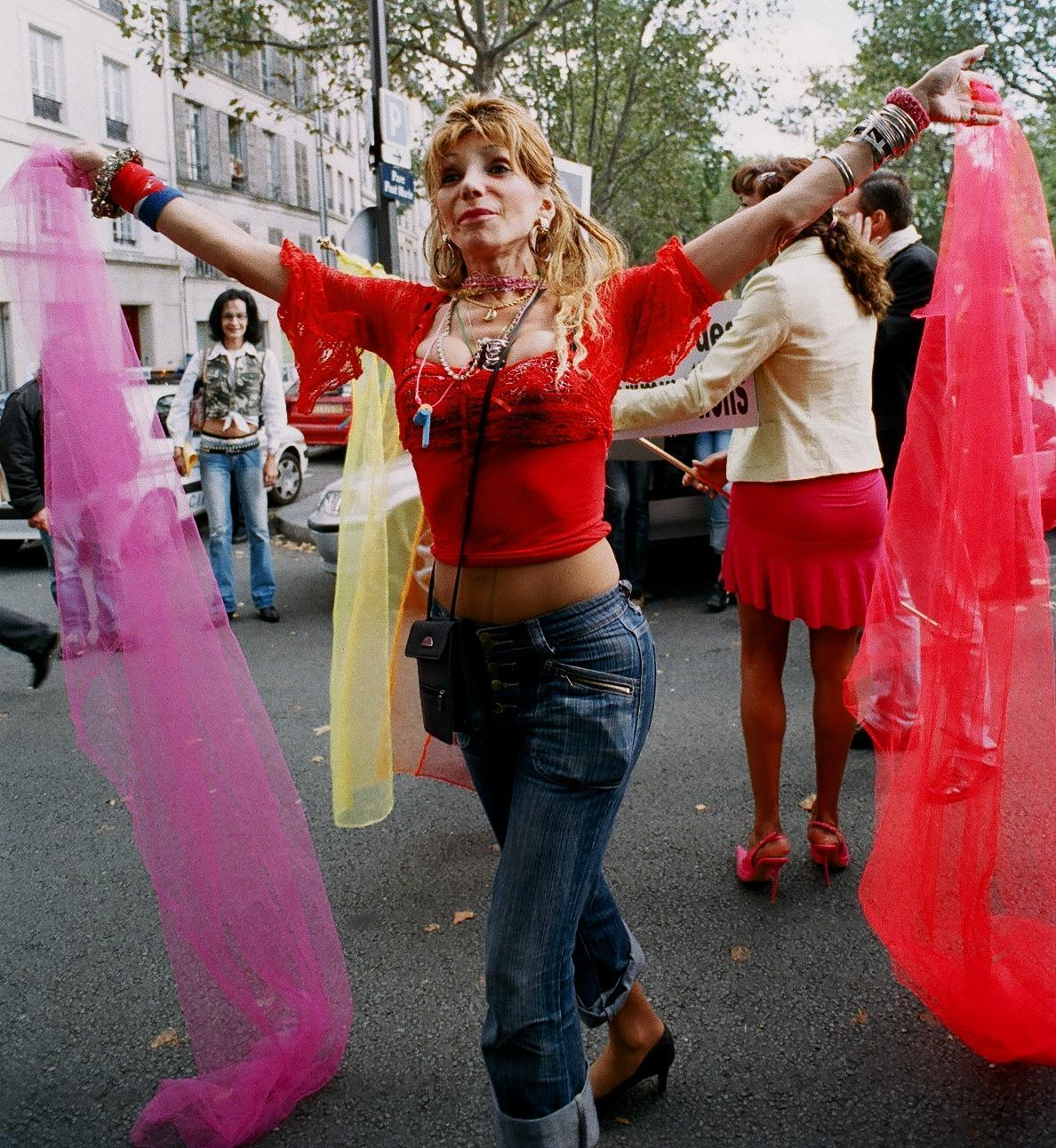
Dr Camille Cabral, une militante trans participant à une manifestation contre la transphobie à Paris en France, 1 octobre 2005.

Les personnes trans sont particulièrement discriminées,,,,,. Selon l'association américaine Trevor Project, 78 % des personnes transgenres et des jeunes non-binaires ont déclaré faire l'objet de discriminations en raison de leur identité de genre. Il peut leur être difficile de trouver un emploi lorsque leur état civil (mention du sexe sur leurs papiers d'identité ou numéro d'inscription au répertoire des personnes physiques sur leur carte de sécurité sociale) ne correspond pas à leur apparence. Les différences entre les informations présentes sur le CV et celles présentes dans le numéro de sécurité sociale ou le relevé d'identité bancaire peuvent aussi compliquer l'embauche. Des propos transphobes et/ou la dissimilation de leur état précarisent leur situation professionnelle.
The National Transgender Discrimination Project indique que l’infection par le VIH était quatre fois plus fréquente dans la population trans que dans la population générale et estime que cela montre les effets d'une marginalisation sociale et économique. Une fois en poste, l'accès aux vestiaires de l'entreprise peut être refusé par les autres salariés du même sexe. Quinze grands groupes dont IBM se sont cependant constitués en réseau d’entreprises afin de partager les bonnes pratiques de sensibilisation et d’inclusion. IBM présente ses excuses en 2020 pour avoir licencié une femme trans en 1968 d'un de ses sites basé en Californie. Elle reçoit un prix d’excellence pour son « travail de pionnière » dans le domaine informatique. L’Association nationale des DRH de France publie un guide spécifique pour les manageurs. La fondation Gendertalent est créée aux Pays-Bas en 2016 afin de faciliter l'insertion des personnes transgenres dans le monde du travail. L’agence pour l'emploi Ambar, créée en 2019 grâce à l'initiative et au financement de la ville de Madrid, est dédiée aux personnes trans. Elle est également chargée de sensibiliser et d'assurer une médiation avec les entreprises afin de promouvoir et faciliter leur insertion professionnelle. L'association L'Autre cercle chargée de promouvoir une meilleure inclusion des personnes LGBT+ au travail, a fait signer en ce sens une charte à 137 entreprises. Cependant, 41 % des gays, bi et personnes transgenres hommes ayant une apparence dite « féminine » ont subi des moqueries ou essuyé des insultes sur leur lieu de travail selon les résultats du deuxième baromètre réalisé par l'organisme publiés en 2020.  Les trans profitent de la Pride de Zurich de 2022 afin de communiquer sur leurs difficultés rencontrées dans leur environnement professionnel et familial. Ils souhaitent également être reconnues comme des personnes à part entière, ne pas être réduites à leur seule identité trans. Des questions parfois trop intimes les incommodent.
L'Argentine réserve 1 % des emplois aux personnes trans dans la fonction publique d'État. Cependant, une personne trans sur deux vit dans la précarité malgré les mesures adoptées. Beaucoup sont contraintes de se prostituer.
Plus généralement, les personnes en cours de transition de genre peuvent susciter le rejet lors de toutes sortes de démarches. Ainsi, en matière d’accès aux soins, la majorité des transgenres préfère éviter de se soigner plutôt que d'être confrontées à la transphobie du personnel médical.
Si des lois contre la discrimination sont adoptées dans la Communauté européenne, de tels dispositifs législatifs n'existent pas encore dans plusieurs pays. L’Assemblée parlementaire du Conseil de l'Europe constate avec inquiétude en 2019 que ces problèmes d'accès à l’emploi sont aggravés par des discriminations fondées sur des motifs tels (…) l’identité de genre (…) et invite les États membres à prendre des mesures générales afin de promouvoir l’accès à l’emploi des groupes défavorisés dans ce domaine, et des mesures visant à inciter les employeurs, tant publics que privés, à éliminer toute forme de discrimination de leurs processus de recrutement. En France en 2021, 80 % des personnes qui s’identifient comme transgenres déclarent avoir été la cible de discrimination et/ou de violence.
Les discriminations sont liées aux préjugés sur les personnes trans, qui subissent notamment l'homophobie par confusion entre transidentité et homosexualité (voir : dénigrement trans). Elles peuvent aussi consister en un refus de prendre en compte l'identité de genre de ces personnes, même au sein des minorités sexuelles ou dans les milieux militants. Des féministes non-mixtes / non inclusives ont ainsi exclu des femmes parce qu'elles avaient été assignées homme à la naissance,,. Par ailleurs, des personnes trans ont pu subir un rejet de la part d'homosexuels qui ne les considéraient pas comme des hommes ou des femmes à part entière (qu'ils soient MtF ou FtM),.

## Transphobie institutionnelle
La transphobie institutionnelle relève des lois qui rendent la situation des personnes trans précaire et ne facilitant pas leur parcours de transition. Elle a un aspect juridique et médical, et impact le quotidien des personnes trans,.
Gaëlle Krikorian note dans l’entrée « transphobie » du « dictionnaire de l’homophobie » que la soumission des trans au pouvoir médical et au pouvoir juridique illustre une forme d’institutionnalisation de la transphobie.
Giovanna Rincon, porte-parole de la Fédération trans et intersexes, explique aussi que la transphobie institutionnelle cautionne la transphobie du quotidien. Les personnes trans y sont exposées dans de nombreuses situations (école, famille, etc.) ou à l’occasion d’actes simples ou administratifs : faire renouveler une carte d’identité ou un titre de séjour, aller chercher un colis à la poste, obtenir des soins,, à l'occasion de palpations corporelles de sécurité avant l'embarquement dans un aéroport par une personne d'un autre genre. Un animateur de la BBC Radio 1 dénonce une « transphobie subtile et profondément enracinée » et invite à utiliser à l’antenne les pronoms et prénoms du genre des présentateurs et des artistes.[réf. nécessaire]
L'association professionnelle mondiale pour la santé des personnes transgenres (WPATH) a publié en 2017 un communiqué affirmant que chaque frein à la reconnaissance du genre d'une personnes trans (cela vaut aussi si elle est mineure ou incarcérée) met en danger sa santé physique et mentale.
Dans la plupart des 74 pays où l'homosexualité est interdite, les personnes transgenres sont elles aussi visées, indépendamment de leur orientation sexuelle. Les sanctions pouvant aller jusqu'à la peine de mort dans 13 États.

### Juridique
Le fait que le changement d’état civil est conditionné à la stérilisation (en France jusqu'en 2016,,,,,,,, et encore dans de nombreux autres pays) montre que la personne trans est considérée comme une « menace ». Françoise Sironi estime que c’est « probablement pour que l’hétérosexualité reste le seul régime acceptable, dans lequel une grossesse puisse avoir lieu ». Pau Credo Walters, dans l’entrée « Stérilisation forcée » de la « Transyclopédie », considère que ces systèmes médicaux-légaux ont pour fonction de « marquer et punir les transgressions de genre ». Le Conseil de l'Europe a adopté le 29 avril 2010 une résolution garantissant le droit des personnes transgenres à obtenir « des documents officiels reflétant l’identité de genre choisie, sans obligation préalable de subir une stérilisation ou d’autres procédures médicales comme une opération de conversion sexuelle ou une thérapie hormonale ». Le Conseil de l'Europe s'indigne une nouvelle fois des stérilisations forcées des personnes trans (entre autres groupes de personnes particulièrement ciblés) en 2013 et en 2015. L'Organisation des Nations unies s'est prononcée en 2015 contre la stérilisation forcée des personnes trans.
En France, un rapport de la Haute Autorité de santé de 2010 relève que la situation des personnes trans est « confuse », « inégalitaire », comprenant des « risques d’arbitraire », et « manquant d’un cadre juridique minimum ». Le 6 août 2012, l'identité sexuelle a été reconnue comme critère de discrimination par la législation française. La Commission nationale consultative des droits de l'homme a publié le 27 juin 2013 un avis proposant notamment la déjudiciarisation partielle de la procédure de changement d'état-civil, la déconnexion entre la procédure médicale et judiciaire ainsi que le remplacement de l'expression « identité sexuelle » par « identité de genre ». La loi de modernisation de la justice du XXIe siècle du 18 novembre 2016 a en effet modifié la procédure de changement d'état civil (mais sans la déjudiciariser) et remplacé l'expression « identité sexuelle » par « identité de genre », notamment dans la liste des critères de discrimination.

### Médicale
Le médecin psychiatre Harry Benjamin introduit le terme « transsexuel » en 1953. En 1980, le troisième Manuel diagnostique et statistique des troubles mentaux (DSM) décrit le trouble appelé « transsexualisme », devenu « trouble de l'identité de genre » (« gender identity disorder ») dans le DSM IV et « dysphorie de genre » dans le DSM V. Certains psychiatres vont jusqu'à considérer la transidentité comme une psychose.
Depuis les années 1950, des personnes trans, comme Christine Jorgensen, demandent à la médecine de les aider à changer d’apparence. L'apparence, la prise d'autonomie et dans certains pays le changement d'état civil de la personne trans sont suspendus aux décisions prises par (ou dans le meilleur des cas, avec) les médecins. Cependant, Amnesty International considère que l’évaluation de la transidentité par les équipes médicales françaises implique des protocoles « longs et humiliants », et la psychologue clinicienne Françoise Sironi a décrit la « maltraitance théorique » induite par certaines démarches thérapeutiques inadéquates, ; elle évoque en prenant l’exemple de Colette Chiland l’hostilité de certains de ses confrères à l’égard des personnes trans qui les consultent, hostilité « liée à un rejet moral de même nature que le racisme, [appelé] transphobie », qui relève de « contre-transferts haineux ou effrayés (…) face au vécu insolite de leurs patients ». Le psychiatre reste la pierre angulaire de la prise en charge médicale des personnes trans, alors qu'il est devenu banalement admis (y compris par l'Association américaine de psychiatrie) que les transidentités ne sont pas des troubles mentaux. L'Association américaine de psychologie insiste quant à elle sur le fait que c'est la transphobie et non pas la transidentité en tant que telle, qui peut être source de mal-être.
Le champ lexical de la souffrance est omniprésent dans le discours médical : « tous souffrent » selon la psychiatre Colette Chiland. À cette idée que la souffrance est caractéristique de la transidentité, Judith Butler oppose que « s’entendre dire que votre vie genrée vous condamne à une vie de souffrance est en soi inexorablement blessant. C’est une parole qui pathologise et la pathologisation fait souffrir ».
Les principes de Yogyakarta refusent la classification psychiatrique de la transidentité et ses « Annotations de jurisprudence sur les Principes de Jogjakarta » dénoncent le fait que le diagnostic comme maladie mentale de l'identité sexuelle différente de son sexe biologique ait causé les maltraitances médicales. Le rapport annuel sur les droits fondamentaux dans l'Union européenne adopté en 2018 encourage les états membres à dépathologiser entièrement le parcours de changement d'état civil des personnes trans et à « empêcher que la variance de genre dans l’enfance ne devienne une nouvelle pathologie dans la classification internationale des maladies ». En France, le Programme d’actions gouvernemental contre les violences et les discriminations commises à raison de l’orientation sexuelle ou de l’identité de genre, publié en 2012 par le ministère des Droits des femmes, affirmait que « la France soutiendr[ait] les efforts visant à obtenir une déclassification du « transsexualisme » de la liste des maladies mentales établie par l’organisation mondiale de la santé (OMS) ». L'enquête Sesam-LGBTI+, menée par un chercheur de l'Institut national de la santé et de la recherche médicale, porte sur une centaine d’entretiens auprès d’acteurs impliqués dans la question de la transidentité. Elle relève des inégalités territoriales d’accès aux soins selon l'importance des villes ainsi que des inégalités au niveau des financements publics, qui peuvent mettre en concurrence les structures et limitent ainsi leur collaboration. De plus, il apparaît que la santé des personnes trans se limite souvent à la prise en considération des enjeux de santé sexuelle, délaissant les questions liées à l’accès aux soins, à la santé mentale ou aux consommations de drogues. Dans le courant de l'année 2024, la Haute Autorité de santé devrait publier de nouvelles recommandations médicales pour la prise en charge des personnes transgenres.
Le terme « transsexualisme » a disparu de la classification internationale des maladies à l'occasion de la rédaction de sa 11e version ; il fait désormais partie d'un vocabulaire psychiatrique obsolète,.

## Envergure
Les résultats publiés en 2011 d’une enquête de l'organisation américaine National Center for Transgender Equality (en) auprès de 6 450 personnes trans illustrent les conditions de vie dramatiques des personnes trans aux États-Unis, dont certains aspects seraient des conséquences de la transphobie dont elles font l'objet,. La même association consacre des rapports aux personnes transgenres noires, Hispaniques et Latino-Américaines, asio-américaines ou océano-américaines, montrant que ces populations sont particulièrement touchées par les discriminations. 15 % des personnes sondées vivent dans une extrême pauvreté, avec un revenu inférieur à 10 000 $ par an (comparé à 4 % de la population totale des États-Unis). 41 % des personnes interrogées ont tenté de se suicider (contre 1,6 % de la population générale). 80 % des personnes qui exprimaient leur transidentité à l’école y ont été harcelées, 35 % y ont subi des violences physiques. Le taux de chômage des trans est deux fois supérieur à celui dans la population générale (quatre fois en ce qui concerne les personnes trans non blanches). 74 % des répondants ont été discriminés dans leur travail, 19 % dans le cadre de l’accès au logement, 53 % dans un commerce, 19 % dans un cadre médical. 57 % ont été rejetés par leurs familles. Pour les personnes interrogées qui avaient transitionné, 41 % n’avaient toujours pas de documents d’identité en accord avec leur identité de genre.
En 2013, l'agence des droits fondamentaux de l'Union européenne a réalisé une enquête auprès de 97 000 personnes de l'Union européenne et de la Croatie,, ; parmi les 6 700 personnes trans qui ont répondu, 3 sur 10 ont déclaré avoir été victimes de violence ou de menaces de violence à plus de trois reprises au cours de l'année écoulée. Un rapport de cette même agence daté de 2014 révèle que les personnes trans sont fréquemment victimes de violations de leurs droits fondamentaux. Discrimination, violence et harcèlement sont tous vécus à un niveau plus élevé que pour les autres personnes interrogées : lesbiennes, gays ou bisexuels. La peur amène certaines personnes transgenres à éviter de se rendre dans certains lieux et à cacher ou masquer leur véritable identité de genre. L'agence relève aussi le manque actuel de sensibilisation du public à la réalité de leur identité et de leur vie alors qu'il pourrait être amélioré et contribuer à protéger, à promouvoir les droits fondamentaux, à faire avancer les normes sociales et les convictions et in fine à améliorer leur vie.
D'après les résultats d’une enquête réalisée en France en 2014, l'immense majorité des personnes trans ont été victimes de transphobie, mais « plus de 96 % des personnes ayant subi des comportements transphobes n'ont pas porté plainte »,.
Une étude intitulée « Être une personne transgenre en Belgique » dont les résultats sont publiés en 2018 montre que les discriminations sont tout aussi prégnantes que lors de la première étude menée 10 ans auparavant. L'Institut pour l'égalité des femmes et des hommes note début 2019 la hausse continue des discriminations basées sur le genre en Belgique.
Il résulte d'une étude réalisée en 2020 par l’Université de l’Oregon que les hommes transgenres vivant dans les zones rurales du Massachusetts et du Rhode Island reconnues pour être politiquement conservatrices vivent davantage de stress en lien avec leur identité transgenre.
Le sociologue Arnaud Alessandrin, spécialisé dans les questions de genre à l’université de Bordeaux, déclare que l’envergure de la transphobie est en expansion, ce qui est corroboré par le rapport de la fondation Jean-Jaurès à ce sujet issus des données récoltées par l’application de signalement FLAG!,. Il explique que « la transphobie n’a jamais été aussi forte, […] les arguments naturalistes à l’encontre des droits des personnes trans n’ont jamais été aussi forts», ce qui ressort aussi du rapport qui note que « [la société] fait face à une désinhibition de la haine anti-LGBTI+, tant en paroles qu’en actes ».

## Impact

### Sur les personnes transgenres
La transphobie touche 100 % des personnes trans. Elle engendre du stress minoritaire, augmente la précarité des personnes trans qui se voient refuser des emplois et des logements et empêche d'accéder à certains soins ou certaines opérations médicales. La transphobie tue aussi, majoritairement des femmes trans racisées,. 

### Sur les proches
La transphobie subie par les personnes trans a également des répercussions sur leurs proches. Kell Kelly, frère de Grace Kelly, en tombant amoureux d'une femme trans, Rachel Harlow, est victime d'un rejet de sa famille et d'une partie de l'opinion de la ville de Philadelphie (Pennsylvanie). Il n'est pas réélu conseiller municipal alors qu'il envisageait de devenir maire. 

## Pénalisation de la transphobie
Dans certains pays, y compris l'Amérique du Nord et les pays européens, certaines formes de violence à l'encontre des personnes transgenres peuvent être approuvées tacitement lorsque les procureurs et les jurys refusent d'enquêter, de poursuivre ou de condamner les individus les ayant frappés ou tués (actuellement, dans certaines parties de l'Amérique du Nord et en Europe),,.

### Au Québec
Le programme de Lutte contre l’homophobie et la transphobie fut instauré en 2011. Depuis son instauration, il acquit 4,1 millions de dollars. Cette lutte contre l’homophobie et la transphobie unit plusieurs partis politiques sur certaines questions ce qui prouve l’importance de cette lutte au sein du gouvernement.
Le 10 novembre 2021, le ministre du gouvernement du Québec Simon Jolin-Barette modifie son projet de loi sur l’identité de genre afin de faciliter le changement d’identité aux personnes qui en ont le besoin. Neuf jours après cette modification, le ministre fera un appel de projet pour les années suivantes pour le programme de Lutte contre l’homophobie et la transphobie. Très engagé dans cette cause, le ministre Jolin-Barette déclare que «[ce] dixième appel de projets permettra de concrétiser plusieurs initiatives portées par des organismes œuvrant auprès des communautés LGBTQ…» Les projets les plus importants qu’il surveillera seront les projets de sensibilisation à la diversité sexuelle et de genre en milieu jeunesse, le renforcement du milieu communautaire engagé dans la lutte contre l’homophobie et la transphobie en région.

### En France

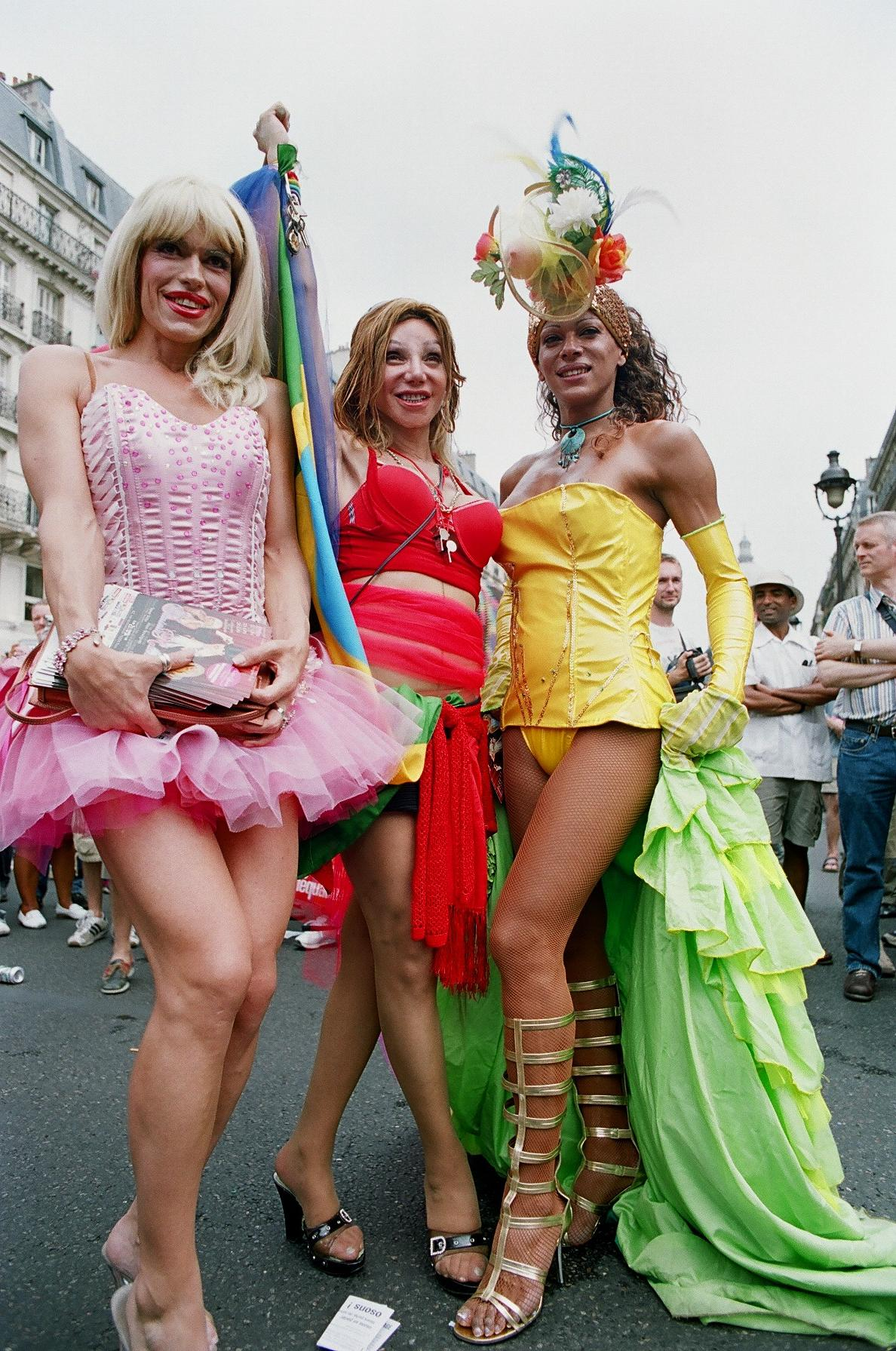
Des militantes trans à la Marche des fiertés de Paris, juin 2005.

La loi de modernisation de la justice du XXIe siècle du 18 novembre 2016 a fait apparaître l'« identité de genre » dans les critères de discrimination. La loi du 27 janvier 2017, fait de la transphobie une circonstance aggravante applicable à l’ensemble des crimes ou des délits punis d’une peine d’emprisonnement,:
L’article 132-77 du Code pénal prévoit en effet que cette circonstance aggravante s’applique lorsqu'un « crime ou un délit est précédé, accompagné ou suivi de propos, écrits, images, objets ou actes de toute nature qui soit portent atteinte à l’honneur ou à la considération de la victime ou d’un groupe de personnes dont fait partie la victime à raison de son […] identité de genre vraie ou supposée, soit établissent que les faits ont été commis contre la victime pour l’une de ces raisons. »
Les quatre agresseurs âgés de 22 à 36 ans d'une femme transgenre à Nîmes dans la nuit du 18 au 19 février 2022 sont condamnés entre 6 et 10 mois de prison. Cette dernière est rouée de coups et subit de multiples insultes à caractère homophobe. Géraldine, une escort girl trans originaire du Pérou est poignardée mortellement le 9 juillet 2024 à Paris dans son appartement par un client âgé de 22 ans. Afin de lui rendre hommage des centaines de personnes se réunissent au Trocadéro.
Par ailleurs, un décret du 3 août 2017 étend la contravention de « provocation non publique à la discrimination, à la haine ou à la violence à l’égard d’une personne ou d’un groupe de personnes » aux situations dans lesquelles ce groupe est défini par son identité de genre (article R. 625-7 du code pénal). Il crée également des contraventions de diffamation (article R. 625-8) et d’injure (R. 625-8-1) non publiques commises envers une personne ou un groupe de personnes définis par un ou plusieurs critères, parmi lesquels l’identité de genre.
L'injure publique en raison de l'identité de genre est prévue par l'article 33 alinéa 4 de la loi du 29 juillet 1881 sur la liberté de la presse.
En 2024, l'actrice espagnole Karla Sofía Gascón est la première femme trans à recevoir le Prix d'interprétation féminine du Festival de Cannes pour le film Emilia Pérez de Jacques Audiard. Elle doit porter plainte pour "outrage sexiste" contre la femme politique française Marion Maréchal, nièce de Marine Le Pen, après les déclarations transphobes de celle-ci.

## Journées

### Journée internationale de lutte contre l'homophobie et la transphobie
En 2009, le comité IDAHO qui coordonne la Journée mondiale de lutte contre l'homophobie et la transphobie a lancé une campagne qui avait pour mot d'ordre : « Refusons la transphobie, Respectons l'identité de genre ». Le texte a été signé par diverses personnalités parmi lesquelles trois prix Nobel, et par 300 associations issues de 75 pays à travers le monde.
La même année, la « Journée mondiale de lutte contre l'homophobie » du 17 mai devient « Journée mondiale contre l'homophobie, la transphobie et la biphobie ». Cependant, Karine Espineira estime que l'inscription de la transphobie à la suite de l'homophobie dans le nom de cette journée mondiale de lutte est ambivalente : elle fait courir un risque d'invisibilisation à la Journée du souvenir trans.

### Journée du souvenir trans
La Journée du souvenir trans, en anglais Transgender Day of Remembrance (TDoR), commémore chaque année, le 20 novembre, les personnes trans assassinées pour motif transphobe.